# Illia Yemets
Illia Mykolaïovitch Yemets (en ukrainien : Ілля Миколайович Ємець), né le 21 février 1956 à Vorkouta (RSFSR, URSS), est un homme d'État et médecin ukrainien.

## Biographie
Il fut étudiant à l'Université nationale de médecine Bogomolets.

### Parcours politique
Il fut ministre de la santé du Gouvernement Chmyhal et du gouvernement Azarov I.